# Landau-Land
Landau-Land est une Verbandsgemeinde (collectivité territoriale) de l'arrondissement de la Route-du-Vin-du-Sud dans la Rhénanie-Palatinat en Allemagne. Le siège de cette Verbandsgemeinde est dans la ville de Landau qui ne fait pas partie du territoire de cette Verbandsgemeinde.
La Verbandsgemeinde de Landau-Land consiste en cette liste d'Ortsgemeinden (municipalités locales) :
1. Billigheim-Ingenheim
2. Birkweiler
3. Böchingen
4. Eschbach
5. Frankweiler
6. Göcklingen
7. Heuchelheim-Klingen

Localisation de la Verbandsgemeinde de Landau-Land dans l'arrondissement de la Route-du-Vin-du-Sud

8. Ilbesheim bei Landau in der Pfalz
9. Impflingen
10. Knöringen
11. Leinsweiler
12. Ranschbach
13. Siebeldingen
14. Walsheim